# Radrennbahn Carmarthen Park

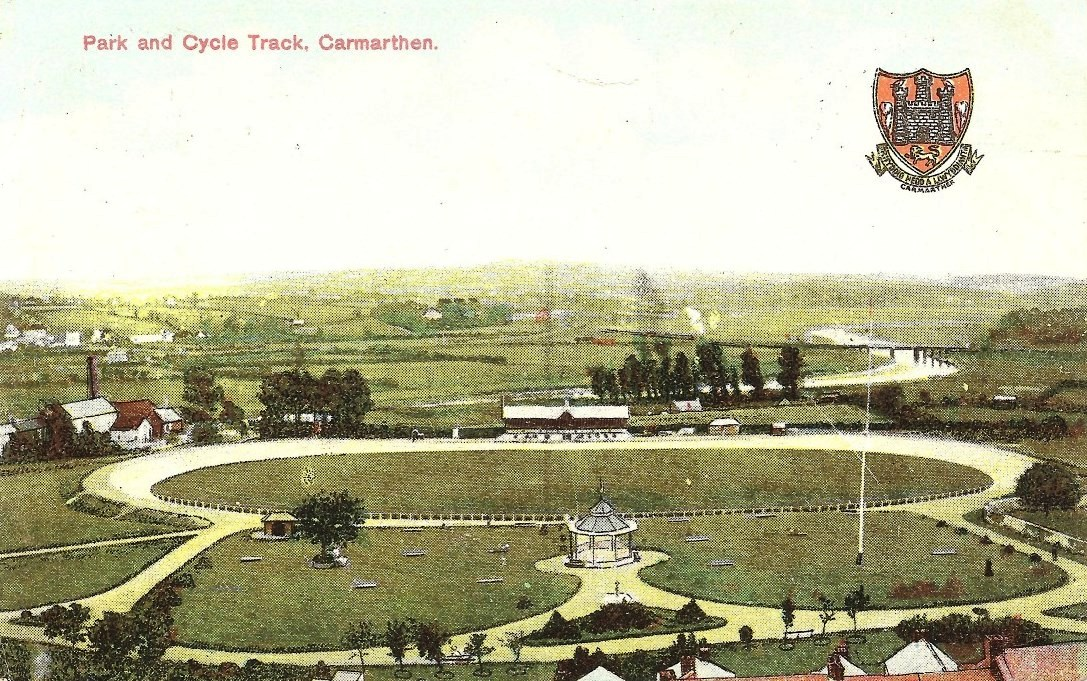
Postkarte von Carmarthen Park (1908)

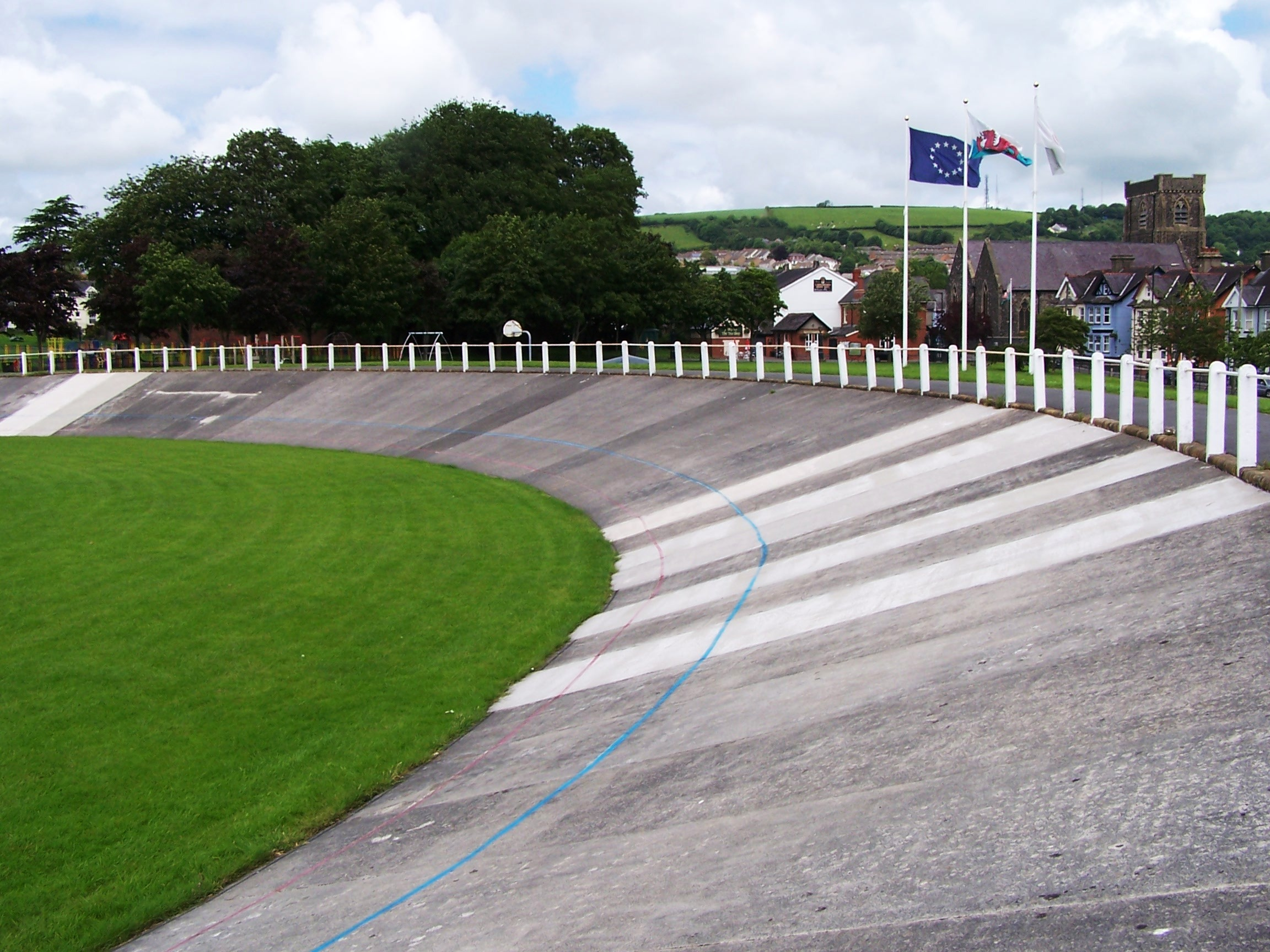
Die Radrennbahn im Jahre 2003. Die hellen Stellen sind erneuerte Betonplatten, die dunklen sind originale

Die Radrennbahn Carmarthen Park im walisischen Carmarthen datiert aus dem Jahre 1900 und wird bis heute genutzt.
Die offene Radrennbahn Carmarthen Park wurde im Jahr 1899 gebaut. Sie ist 405 Meter lang, was einer Viertelmeile entspricht, und ihr Belag ist aus Beton, was damals als äußerst fortschrittlich galt. Sie ist die älteste Radrennbahn der Welt, die nie renoviert wurde und weiter in Betrieb ist, und sie war die erste in Wales. Die Bahn liegt im städtischen Carmarthen Park und gehört der Gemeinde. Sie wurde, wie der sie umgebende Park, am Ostermontag 1900 vor 8000 Zuschauern eröffnet. Zwei der Originaltribünen sind bis heute erhalten. Im Innenraum der Radrennbahn befindet sich ein Rugbyspielfeld.
Auf der Radrennbahn in Carmarthen Park soll die Idee entstanden sein, Steherrennen hinter Motorrädern als Schrittmacher durchzuführen statt wie bisher hinter mehrsitzigen Fahrrädern. Hier fanden auch Motorradrennen sowie Stunt-Vorführungen statt. Der US-Amerikaner A. M. Schreyer, auch als Daredevil Schreyer bekannt, machte auf der Radrennbahn 1905 die Stunt-Vorführung Down the Chute, bei der er mit einem Fahrrad von einer rund 30 Meter hohen Rampe sprang und in einem Wasserbecken landete.
Heute wird die Bahn vom Towy Riders Cycle Club für die Nachwuchsarbeit genutzt, der seit den Olympischen Spielen 2008 wegen der zahlreichen Erfolge britischer Bahnradsportler großen Zulauf hat. Im Rahmen allgemeiner Renovierungsarbeiten wurde die Radrennbahn ab 2008 erneuert und zusätzlich wurden moderne, überdachte Tribünen errichtet.